# Johann Pleskow

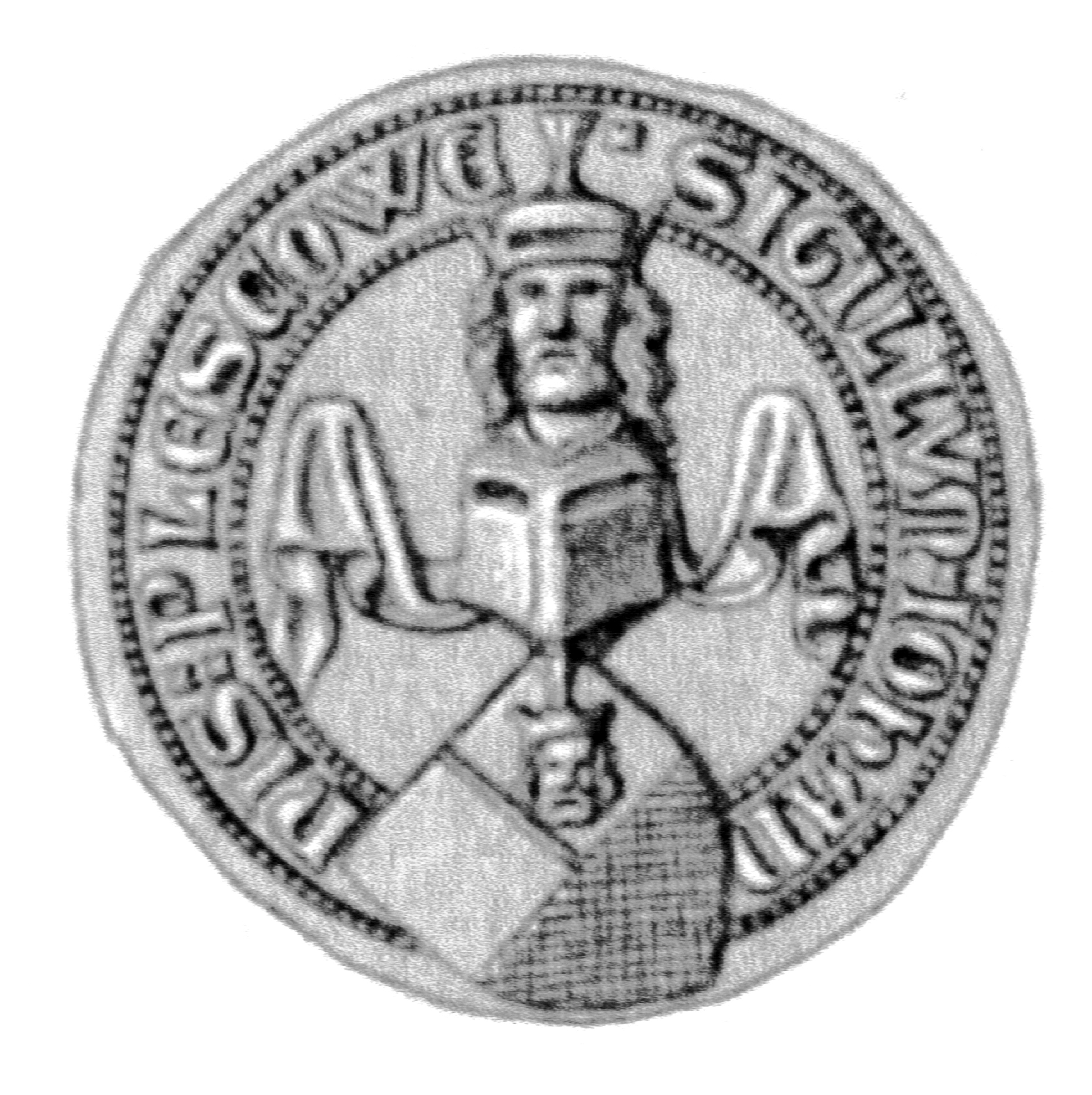
Siegel des Johannes Pleskow um 1347

Johann Pleskow (* (vor) 1308 in Lübeck; † 1367 ebenda) war Kaufmann und Ratsherr in Lübeck.

## Leben
Johann Pleskow wurde als Sohn des aus Visby stammenden Lübecker Bürgers gleichen Namens geboren. Die Familie Pleskow gehört zu den deutschen Familien, die im 13. und 14. Jahrhundert mit dem Bedeutungsverlust Gotlands im Ostseeraum einhergehend, von Visby nach Lübeck (zurück) wanderten. Sowohl in Visby wie auch in Lübeck zum städtischen Patriziat zu rechnen, wird ihren Familienangehörigen für das 14. Jahrhundert eine erhebliche und herausragende politische Gestaltungskraft attestiert. Johann Pleskows Mutter Adelheid Geismar war die Tochter des Stockholmer Ratsmannes Johann Geismar, der seinen Lebensmittelpunkt von Stockholm nach Lübeck verlegt hatte. Nach dem Tode von Johanns Vater (vor) 1325 heiratete sie den Lübecker Ratsherrn Tidemann von Güstrow. Beide bewohnten seit 1325 das Haus in der Breiten Straße 43, das seine Frau Adelheid mit in die Ehe gebracht hatte. Zur näheren Verwandtschaft seiner beiden Ehefrauen gehörten sechs Lübecker Bürgermeister und fünf weitere Ratsherren.
Als Kaufmann ist Johann Pleskow zunächst über seine Grundstücksgeschäfte belegt: 1343 erwarb Johann von Pleskow gemeinsam mit seinem Stiefvater Tidemann von Güstrow den Hof auf dem Felde auf der mecklenburgischen Insel Poel, den sie beide bereits 1344 weiterverkauften. 1345 gehörte er wieder einem Konsortium von Lübecker Kaufleuten bestehend aus seinem Stiefvater, Hermann von Alen und der Erbengemeinschaft nach dem Ratsherrn Marquard von Coesfeld an, das das Dorf Hinter Wendorf bei Wismar als Kapitalanlage erwarb und 1350 mit dem Erwerb der dazugehörigen Bede ergänzte. Johann Pleskow, dessen vielfache Grundstücks- und Rentengeschäfte naturgemäß besser dokumentiert sind als die sonstigen Handels- und Finanzgeschäfte, geriet etwa ab 1360 in zunehmenden Vermögensverfall. In dieser Situation wurde er von seiner weiteren Familie und insbesondere anderen ebenfalls aus Gotland zugewanderten Familien gestützt. Seiner politischen Betätigung und Reputation als Ratsherr tat dieses Manko offensichtlich keinen Abgrund.
1348 wurde Johann Pleskow in den Rat der Stadt erwählt. Als Ratsherr trat er zunächst in den Auseinandersetzungen mit dem Landadel des Lübecker Umlands und dem Bemühen der Stadt um mehr Sicherheit auf den Landstraßen in Erscheinung, so 1359 als Schiedsrichter im Falle der Ritter von Scharpenberg, die seit 1355 erfolglos Schadensersatzansprüche gegen die Stadt Hamburg wegen ihrer 1349 abgebrochenen Burg Linau im Lauenburgischen betrieben, und 1365 als Vertreter Lübecks in Vergleichsverhandlungen infolge der Fehden der Ritterfamilien von Buchwaldt und Parkentin aus dem Holsteinischen bzw. Mecklenburgischen. 1366 war Pleskow mit Verhandlungen zur Schadensabwicklung mit dem Rektor der Rellinger Kirche betraut, der durch Lübecker Reiter geschädigt worden war.
Auf diplomatischer Ebene gehörte er 1363 zum Ende des Ersten Waldemarkrieges einer hansischen Gesandtschaft als deren Leiter an, die sich in Nykøbing Falster zu Verhandlungen mit dem dänischen König Waldemar IV. traf. Auch vertrat er Lübeck in der Zeit von 1361 bis 1367 mehrfach auf auswärtigen und Lübecker Hansetagen.
1357 ist er auch als Vertreter des Lübecker St.-Johannis Klosters belegt.
Johann Pleskow war in erster Ehe mit Alheid von Alen († 1353/54), einer Tochter des Lübecker Ratsherrn Eberhard von Alen, und in zweiter Ehe mit Alheid Morkerke, der Witwe des 1350 verstorbenen Lübecker Ratsherrn Tidemann von Uelzen, verheiratet.

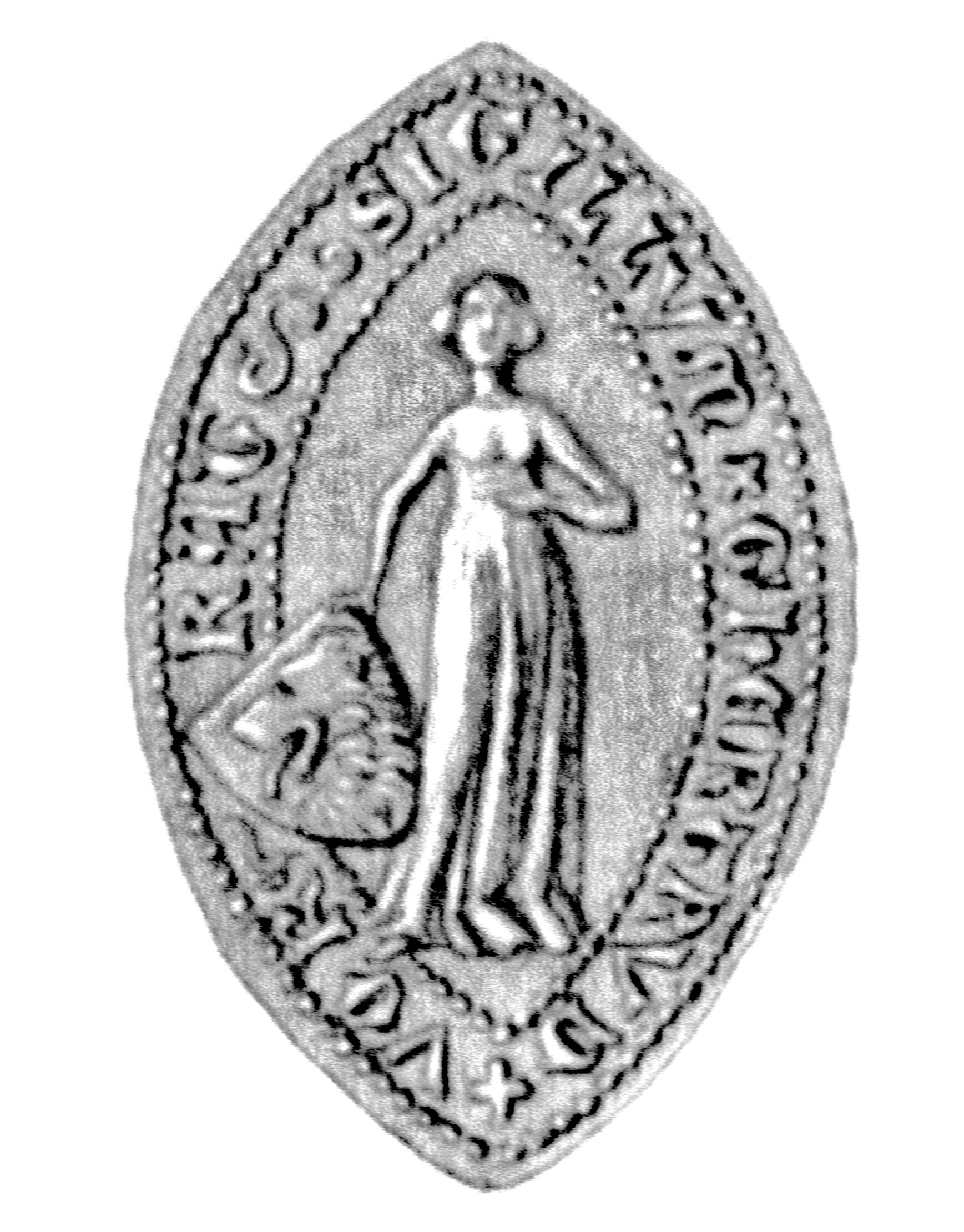
Siegel der Witwe Tidemann Vorrades

Aus der ersten Ehe hatte er die drei Töchter Alheid, Christine und Gertrud, weitere Kinder verstarben, bevor sie das Erwachsenenalter erreichten. Seine Tochter Gertrud/Geseke heiratete den Ratsherrn Tidemann Vorrade. Nach seinem frühen Tod war sie als Witwe in Lübeck eine anerkannte Geschäftsfrau.
Johann Pleskow bewohnte im Lübecker Maria-Magdalenen Quartier seit 1349 ein Haus in der Kleinen Burgstraße 24; das Grundstück ist heute mit der Ernestinenschule überbaut.